# 西藏日报
《西藏日报》（藏語：བོད་ལྗོངས་ཉིན་རེའི་ཚགས་པར།，威利转写：bod ljongs nyin revi tshags pa），是中国共产党西藏自治区委员会的机关报，于1956年4月22日创刊。是解放軍進入西藏后的第一张日报。
《西藏日报》聲稱以“正确导向，扩大信息，贴近群众，突出特色”办报宗旨，宣传中共的路线、方针、政策，自治区党委政府的各项工作方针和措施，讴歌人民群众的英雄业绩，传播知识和信息，反映群众呼声，为西藏的发展和稳定服务。
《西藏日报》有汉文、藏文两种版本。汉文版报头集魯迅手跡而成，藏文版报头由達賴喇嘛題寫，達賴喇嘛出走後改由中国共产党中央委员会主席毛泽东和阿沛·阿旺晋美题写。

## 历史
《西藏日报》的前身是中共西藏工委的《新闻简讯》。《新闻简讯》是解放军进军西藏不久办起来的油印小报，有藏、汉两种文版。藏文版于1953年初创刊，起初是油印的小册子，以西藏上层人士和寺庙喇嘛为对象，主要宣传《十七条协议》精神，高扬团结、反帝、爱国的旗帜，对读者进行社会主义教育。其间报道了抗美援朝、中国经济建设成就、第一次全国代表大会、第一部宪法的公布等重大新闻。通过报道执行《十七条协议》等事迹。同时系统地宣傳了中国各民族自治地方的过去和现在，宣传中共的民族自治政策。
藏文版《新闻简讯》始为油印32开，1953年下半年改为半月刊，4开1张。1954年改为石印5日刊、3日刊。1955年改为铅印日刊，为正式创办《西藏日报》打下基础。最初发行仅仅为几百份，后来达到1000余份。
《西藏日报》的筹备工作受到了中共中央和党中央主席毛泽东的直接关注。1955年，中共中央根据西藏社会的实情，决定不成立军政委员会，而成立西藏自治区筹备委员会。《新闻简讯》已经不能适应形势需要。1955年10月，中央人民政府驻藏代表张经武就在藏创办省级报纸一事请示毛泽东，毛主席指示：“在少数民族地区办报，首先应办少数民族文字报纸。为什么要用汉文报头？你们还有大民族主义思想。”“西藏与青海不同，不要藏汉两文合版，要办藏文报。报纸用什么名字和怎样办好，应同西藏地方商量，有他们决定，我们不要包办。”并指示，报纸名字不一定要用“西藏”二字，如北京的报纸有《人民日报》、《光明日报》，中国报纸并未用“中国”二字（毛主席的意思是不用西藏地名可用藏文取名）。毛泽东的意见，基本确定了“西藏日报”特别是西藏日报藏文版的办刊模式和原则。
1956年2月18日，中共西藏工委决定在《新闻简讯》的基础上创办一张正式的省级报纸。同年3月7日，中共西藏工委任命“西藏日报”的领导班子，以庄坤为党组书记和总编辑。西藏日报社正式成立。并仿照自治区筹委会组织机构模式，作为“西藏自治区筹备委员会机关报”，成立了由西藏噶厦政府、班禅堪布厅、昌都地区解放委员会和中共进藏工作人员等四个方面组成的领导机构。庄坤任总编辑，严蒙（原新华社）为副总编辑。四位藏族著名人士为副总编辑：噶厦派来的四品俗官噶雪·顿珠才让、班禪堪布會議廳派来的四品僧官德夏·顿珠多吉（两年后改为札门·赤列旺杰）、西藏著名的学者和诗人擦珠·阿旺洛桑活佛、江洛金·索朗杰布。报纸的性质确定为中共西藏自治区工委机关报和西藏自治筹委委员会机关报，并在报头上加印“西藏自治筹委委员会机关报”字样。藏汉文分开出版。对开4版，日报。藏文版的读者对象主要是西藏中上层人士和寺院僧尼。报纸名称最终的候选名单是《西藏日报》、《太阳报》、《雪域报》、《镜报》、《西藏镜报》，因《西藏镜报》与印度噶伦堡的藏文报纸重名，经江洛金·索朗杰布提议取消，“西藏日报”的名称是在当面征求了达赖喇嘛的意见，并最终由达赖喇嘛确定的。达赖喇嘛还为藏文版题写了刊名。汉文版则集鲁迅手迹而成。1957年春，西藏工委按照中央指示，开始精简机构，缩编人员。西藏日报社的编制也大加精简，如汉文编辑部，即从150多人減為9人。1958年冬，报社大院受拉萨藏人重重包围，几乎成为孤岛，工作人员进出时常遇危险，印好的报纸也运不出去。1959年元旦，鉴于西藏政治斗争形势严峻，西藏工委决定取消《西藏日报》报头下刊挂的“西藏自治区筹委会机关报”字样。原四方面副总编辑中，除西藏工委派出的正副编辑予以保留外，其余各方免职。在达赖喇嘛流亡国外后，《西藏日报》藏文版换下了其题写的藏文报头。《西藏日报》由一张具有统一战线性质的省级报纸，完全成为中共西藏工委的机关报。其办报宗旨发生了重大改變。1959年3月藏区发生骚乱后，西藏工委关切报社安危，即令迁至西藏军区机关大院北侧“彭苏”大院，同时接应和护卫噶雪·顿珠才让、格西曲扎等上层親中人士一道搬入新址。楼房内外修碉堡、挖战壕、垒沙袋、筑工事、打水井，储足了数月的粮食与燃料。报社和新华分社组成了一个民兵连，由报社党组成员、老八路陆双欣负责，新四军老兵、印刷厂副厂长张登兴任连长，全连共60余武装民兵。3月20日7时15分来自小昭寺的百余名藏人向报社发起进攻，被民兵击退。3月21日晨民兵随西藏军区警卫营一个排进城参战。因而《西藏日报》停刊了2天。
1965年8月，中共中央主席毛泽东为《西藏日报》题写汉文刊名，同年9月1日開始使用。藏文版刊名改由阿沛·阿旺晉美題寫。
1988年，《西藏日报》试行胶印藏文报。1989年2月实行藏汉文胶版印刷。1993年，报社成立藏语文指导小组。1994年4月，《西藏日报》藏、汉文版在全国省级报纸中最后一家实现激光照排，告别了传统的铅与火的时代。

## 现况
目前，《西藏日报》汉文版根据西藏稿源淡旺季的特点，每年5月1日至10月31日每周48个版；11月1日至次年4月30日每周为36个版；藏文版每周为36个版。《西藏日报》藏、汉文报日发量近4万份。

## 历届主要负责人
- 方坤
- 方驰辛
- 金沙
- 张林桂（军代表）
- 孟昭勤（军代表）
- 张再旺
- 李文珊
- 伊锐
- 李长文
- 群觉
- 高延祥
- 张崇银
- 李而亮
- 孟晓林

## 地位
1925年10月10日由多吉·塔欽（Gergan Dorje Tharchin）創辦的《西藏鏡報》是第一份由藏人創辦的藏文報紙，但是總部設在西藏境外的印度噶倫堡。1956年4月22日，《西藏日报》藏、汉文版与西藏自治区筹委会同年同月同日诞生。《西藏日报》是西藏境內第一份当代报纸，标志着现在当代报业的诞生，也是西藏当代新闻传播业的开端。